# Dziejba leśna
Dziejba leśna – tom wierszy Bolesława Leśmiana opublikowany pośmiertnie, w roku 1938, w warszawskim wydawnictwie J. Mortkowicza w edycji „Pod Znakiem Poetów (Seria nowa)”. Nakład 1300 egzemplarzy. Zebrał i do druku przygotował Alfred Tom.
O tytule Dziejba leśna poeta myślał już około roku 1930, taką wiadomość uzyskał Zdzisław Jastrzębski, rozmawiając w latach sześćdziesiątych w Zamościu z ludźmi, którzy niegdyś znali Leśmiana. W 1934 w wywiadzie udzielonym Edwardowi Boyé poeta, zapytany o plany na przyszłość, odpowiedział: „Nowy zbiór wierszy. Dziejba leśna wyjdzie za kilka miesięcy. Tom składa się z trzech większych poematów, z których jeden ma za treść zdarzenie ze świętym Makarym (wymyśliłem  je na tle jego biografii). Drugi – to poemat balladowy pt. Magdaleniec, trzeci: poemat fantastyczny odbywający się w krainie pośmiertnej. Reszta to drobne wiersze”. Plany musiały się zmienić, nowy tom wyszedł dopiero w 1936, nosił tytuł Napój cienisty i nie zawierał żadnego z wymienionych przez Leśmiana poematów. Dziejba leśna, nieprzygotowana już przez samego poetę, zawierała jedynie poemat dramatyczny, w którym jedną z postaci jest święty Makary, czyli utwór tytułowy tomu, nie było w niej natomiast Zdziczenia obyczajów pośmiertnych (poemat fantastyczny) ani Magdaleńca, o którym nic nie wiadomo.
Alfred Tom pisał we wstępie do tomu, że znalazła się w nim tylko część spuścizny pośmiertnej poety. „Zamiar wydania odrębnej książki, zatytułowanej Dziejba leśna, powziął Autor już w czasie druku swego ostatniego ogłoszonego za życia tomu poezyj – gdy postanowił wyłączyć z przygotowanego materiału, wraz z innymi utworami, poemat noszący nagłówek, który miał się stać tytułem następnej książki. Autor, jak zdaje się wynikać z Jego napomknień w rozmowach z najbliższymi, zamyślał dać w niej rzeczy pominięte w Napoju cienistym, prawdopodobnie miał też na uwadze kilka większych utworów, nad którymi długo pracował, a które pozostały, niestety, w stanie fragmentarycznym”. We wstępie Tom pisze też o zawartości przygotowwanej przez siebie książki, o tym, że zebrano w niej „prócz wierszy drukowanych w czasopismach warszawskich w r. 1936-7 – przeważnie utwory nowsze, aż do najpóźniejszych; jedynie w kilku wypadkach sięgnięto do dawnych rękopisów i pierwodruków, wzorując się w tym na Autorze, który zarówno w Łące, jak zwłaszcza w Napoju cienistym zamieścił pewną ilość wierszy z okresów wcześniejszych” Jednym z tych wcześniejszych utworów jest znakomity Sen wiejski, opublikowany po raz pierwszy w 1916.
Redaktor książki podzielił zawarte w niej utwory na cztery grupy.
Tom wprowadził od siebie tytuły części wierszy, które w późniejszych wydaniach usunięto.
Większość utworów, które weszły do Dziejby leśnej należy uznać za należące do trzeciego okresu twórczości Leśmiana (obejmującego też cały Napój cienisty). Można w tym trzecim okresie mówić o dominancie tragicznej. Tonacja jest tu wyjątkowo mroczna, los ludzki ujmowany jest skrajnie pesymistycznie.  Jacek Trznadel nie przypadkiem uważa, że narzucają  się  analogie z filozofią egzystencjalistyczną.